# Gabriel Ugueto
Gabriel N. Ugueto (* 29. Mai 1976 in Venezuela) ist ein venezolanisch-US-amerikanischer Herpetologe, Paläokünstler sowie wissenschaftlicher Illustrator.

## Leben
Ugueto war bereits in seiner Jugend von Amphibien und Reptilien fasziniert. Er studierte Graphikdesign sowie Illustration und kam Anfang der 2000er Jahre von Caracas nach Miami in Florida. Ugueto arbeitete für mehrere Jahre als unabhängiger herpetologischer Forscher. Während seines Studiums der südamerikanischen Herpetofauna, insbesondere über die Schienenechsen (Teiidae), beschrieb er mehrere neue neotropische Arten und verfasste zahlreiche wissenschaftliche Artikel. 2010 veröffentlichte er das Buch Amphibians and Reptiles of Margarita, Coche and Cubagua. 2011 erschien in Zusammenarbeit mit anderen Autoren, darunter Philippe J. R. Kok, die Monografie Reptiles of Venezuela: an updated and commented checklist bei Zootaxa. Später begann er seine künstlerische Karriere als wissenschaftlicher Illustrator, wobei ihn seine Leidenschaft für ausgestorbene Tiere zur Paläokunst führte. Seine Arbeit spiegelt jüngste Hypothesen über das äußere Erscheinungsbild und das Verhalten von Dinosauriern und anderen prähistorischen Tieren wider, von denen er akkurate Rekonstruktionen anfertigt. Ugueto illustrierte acht Bücher der Extinct-Reihe von Ben Garrod und er wirkte als Konzeptkünstler an der Dokumentarreihe Ein Planet vor unserer Zeit (Prehistoric Planet, 2022 und 2023) auf Apple TV+ mit. 2018 war er Animator bei der Episode The Real T. rex der Dokumentarreihe The Nature of Things.
Seine Illustrationen erschienen in verschiedenen Fachzeitschriften, darunter in National Geographic und im BBC Science Focus Magazine. 2024 fertigte er eine Lebendrekonstruktion von Ichthyotitan, den größten bisher entdeckten Ichthyosaurier an.
Ugueto zeichnet heute überwiegend digital, ursprünglich arbeitete er jedoch mit traditionellen Medien (Aquarell, Öl, Farbstift, Tusche).

## Erstbeschreibungen von Gabriel Ugueto
- Ameiva pantherina Ugueto & Harvey, 2011
- Ameivula Harvey, Ugueto & Gutberlet Jr., 2012
- Anolis anatoloros Ugueto, Rivas, Barros, Sánchez-Pacheco & García-Pérez, 2007
- Aurivela Harvey, Ugueto & Gutberlet Jr., 2012
- Cnemidophorus flavissimus Ugueto, Harvey & Rivas, 2010
- Callopistinae Harvey, Ugueto & Gutberlet Jr., 2012
- Cnemidophorus leucopsammus Ugueto & Harvey, 2010
- Cnemidophorus rostralis Ugueto & Harvey, 2010
- Cnemidophorus senectus Ugueto, Harvey & Rivas, 2010
- Contomastix Harvey, Ugueto & Gutberlet Jr., 2012
- Gonatodes naufragus Rivas, Ugueto, Schargel, Barros, Velozo & Sánchez, 2013
- Medopheos Harvey, Ugueto & Gutberlet Jr., 2012

## Illustrierte Werke von Gabriel Ugueto
- Ben Garrod: So You Think You Know About: Triceratops?, 2018
- Ben Garrod: So You Think You Know About: Tyrannosaurus Rex?, 2018
- Ben Garrod: So You Think You Know About: Velociraptor?, 2018
- Alejandra Ortiz Medrano: Dinosaurios Bebés, 2019
- Ben Garrod: Extinct the Story of Life on Earth: Hallucigenia, 2021
- Ben Garrod: Extinct the Story of Life on Earth: Trilobite, 2021
- Ben Garrod: Extinct the Story of Life on Earth: Lisowicia, 2021
- Ben Garrod: Extinct the Story of Life on Earth: Tyrannosaurus rex, 2021
- Ben Garrod: Extinct the Story of Life on Earth: Dunkleosteus, 2022
- Ben Garrod: Extinct the Story of Life on Earth: Hainan Gibbon, 2022
- Ben Garrod: Extinct the Story of Life on Earth: Megalodon, 2022
- Ben Garrod: Extinct the Story of Life on Earth: Thylacine, 2022
- Ben Garrod: Microraptor (Ultimate Dinosaurs), 2023
- Ben Garrod: Velociraptor (Ultimate Dinosaurs), 2023
- Ben Garrod: Stegosaurus (Ultimate Dinosaurs), 2023
- Ben Garrod: Ankylosaurus (Ultimate Dinosaurs), 2023
- Ben Garrod: Triceratops (Ultimate Dinosaurs), 2023
- Elizabeth A. Nesbitt & David B. Williams: Spirit Whales and Sloth Tales, 2023
- David Hone: Uncovering Dinosaur Behavior What They Did and How We Know, 2024